# Социал-фашизм

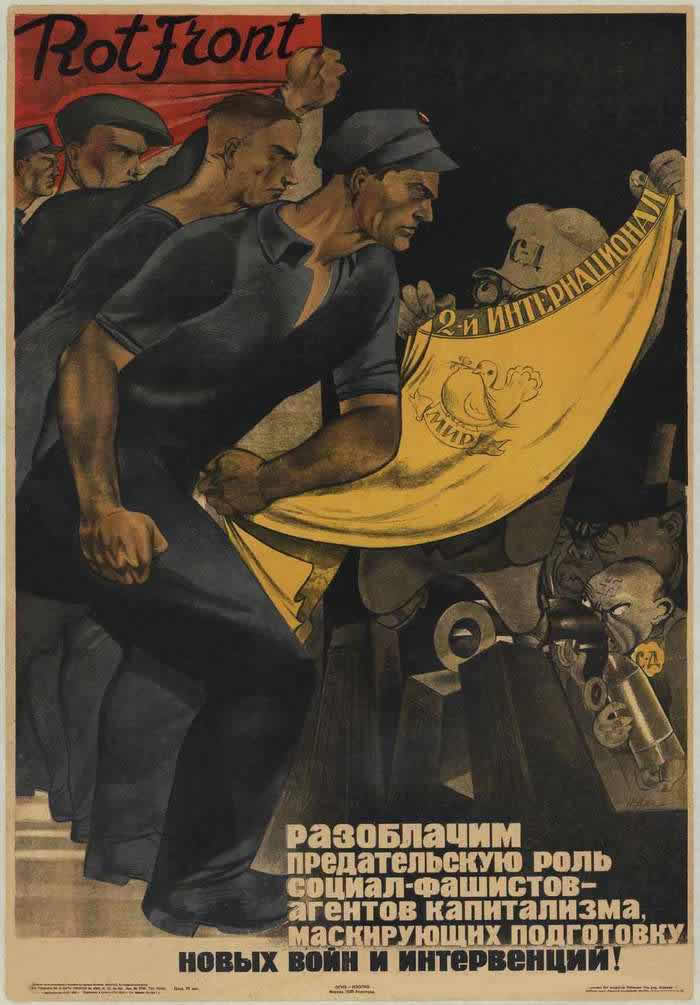

Социа́л-фаши́зм — политическое клише, согласно которому европейская социал-демократия представляет разновидность фашизма. Распространялось в 1920—1930-е годы деятелями Коминтерна и функционерами  ВКП(б). В 1930-е годы троцкизм оценивался как разновидность социал-фашизма, а после Первого московского процесса было введено понятие «троцкистско-зиновьевская разновидность фашизма».

## История

### Появление определения
Термин впервые использован Г. Зиновьевым, тогда председателем Исполкома Коминтерна.
После Шестого конгресса Коминтерна (июль 1928 года) в партиях, входящих в Коминтерн, была принята теория «третьего периода», согласно которой коммунистическое революционное движение в мире после Октябрьской революции 1917 года пережило 3 этапа:
- 1918—1923 — первый период, революционный подъём;
- 1923—1928 — второй период, консолидация реакционных сил и стабилизация капиталистической системы (СССР в это время проводил политику нэпа);
- После 1928 — третий период, мировой кризис капиталистической системы и время решающих боёв за установление диктатуры пролетариата в Европе; по мнению лидеров Коминтерна, в это время основными силами, тормозящими революционное движение рабочего класса, стали фашизм и социал-демократия.

Сталин следующим образом описал родство социал-демократии и фашизма в 1924 году:
Фашизм есть боевая организация буржуазии, опирающаяся на активную поддержку социал-демократии. Социал-демократия есть объективно умеренное крыло фашизма. Нет основания предположить, что боевая организация буржуазии может добиться решающих «успехов» в боях или управлении страной без активной поддержки социал-демократии. Столь же мало основания думать, что
социал-демократия может добиться решающих успехов в боях или управлении страной без активной поддержки боевой организации буржуазии. Эти организации не отрицают, а дополняют друг друга. Это не антиподы, а близнецы…

### Противостояние коммунизма и социал-демократии
В ответ на это немецкая социал-демократия стала соглашаться с антикоммунистическими партиями в том, что «красные (сталинисты) равны коричневым»; в 1929 году по приказу социал-демократического правительства Берлина была расстреляна майская демонстрация коммунистических рабочих, что усугубило конфликт между коммунистами и социал-демократами и дало дополнительные аргументы сторонникам теории социал-фашизма. Впоследствии конфликт между СДПГ и КПГ привёл к тому, что в 1931 году с одобрения Политсекретариата ИККИ коммунисты присоединились к инициированному нацистами референдуму, целью которого была отставка социал-демократического правительства Пруссии.

### Критика
В СССР против теории социал-фашизма высказался, в частности, нарком иностранных дел Георгий Чичерин в июне 1929 года; по его мнению, такая тактика вела Коминтерн к гибели.
По утверждению немецкого коммуниста Эриха Волленберга, Зиновьев говорил ему в 1933, что «не считая германских социал-демократов, Сталин несёт главную ответственность перед историей за победу Гитлера».
В мировом коммунистическом движении теории социал-фашизма противостояли троцкисты, отстаивавшие идею единого фронта рабочих организаций.

### Социал-фашизм и троцкизм
27 апреля 1931 года в своём письме ЦК ВКП(б) Лев Троцкий безуспешно призывал к сплочению революционных сил (коммунистов, социалистов и анархистов) во время испанской революции, предупреждая, что отказ от него приведёт к установлению в стране настоящего фашизма.
8 декабря 1931 года Троцкий написал письмо немецкому рабочему-коммунисту, члену КПГ, помещённое в вестнике «Бюллетень оппозиции» под названием «В чём состоит ошибочность сегодняшней политики германской компартии?» (в английском переводе — «За рабочий единый антифашистский фронт»). В нём он выступал за тактический союз коммунистов и социал-демократов для противостояния фашизму:
Рабочие-коммунисты, вы — сотни тысяч, миллионы, вам выехать некуда, для вас заграничных паспортов не хватит. В случае прихода к власти фашизм, как страшный танк, пройдёт по вашим черепам и позвоночникам. Спасение только в беспощадной борьбе. А победу может дать только боевое сближение с социал-демократическими рабочими. Спешите, рабочие коммунисты, ибо времени вам осталось немного!Лев Троцкий. В чём состоит ошибочность сегодняшней политики германской компартии? // Бюллетень оппозиции, март 1932 года.
Против Троцкого выступил Эрнст Тельман, объявивший идею союза коммунистов и социал-демократов «худшей теорией, самой опасной теорией и самой преступной из тех, что были придуманы Троцким за последние годы его контрреволюционной пропаганды». По его мнению, пик популярности НСДАП пришёлся на 1930 год, после чего фашизм в Германии неизбежно должен начать терять влияние. Этот прогноз не оправдался — в 1932 году нацистов ждал ещё больший успех на выборах, чем в 1930.
В интервью газете «Манчестер Гардиан» в марте 1933 года Троцкий заявил, что нацисты пришли к власти из-за того, «что германская компартия не заключила с социал-демократией единого фронта на единственно приемлемой для социал-демократии платформе: "защиты парламентского правительства и массовых профсоюзов"». Такая позиция прямо противоречила позиции Сталина и Коминтерна, и Троцкого также записали в «социал-фашисты». Член Политбюро ЦК КПГ, секретарь Профинтерна и член Исполкома Коминтерна Фриц Геккерт писал в своём докладе «Что происходит в Германии?»: «Факты жестоко разоблачили подлинный контрреволюционный смысл "платформы" социал-гитлеровца Троцкого, пытавшегося доказать, что социал-демократия и фашизм — не близнецы, а антиподы. <...> Пособник Гитлера Троцкий пытается под видом платформы единого фронта навязать германскому рабочему классу социал-фашистскую тактику "меньшего зла", тот реакционный единый фронт, который привел Гитлера к власти». Доклад был перепечатан в СССР Партиздатом в формате брошюры. После того, как Коминтерн и ВКП(б) изменили отношение к социал-демократам и отказались от термина, троцкистов перестали называть «социал-фашистами», однако продолжили называть троцкизм разновидностью фашизма. Сфабрикованные «Московские процессы» «доказали» не только идейную связь троцкизма и фашизма, но и практическую: на них Троцкого прямо обвиняли в работе на нацистскую Германию. В 1936 году вышло переиздание сборника статей «Против фашистского мракобесия и демагогии» с предисловием, в котором утверждалось, что «троцкизм полностью слился с фашизмом», а «троцкистско-зиновьевская террористическая банда оказалась агентурой… Гестапо» (там же: «фашисты из троцкистско-зиновьевского блока прикрывали свои действительные цели двурушничеством, фашизм германский прикрывает свои цели демагогией»). В научный оборот было введено понятие «троцкистско-зиновьевская разновидность фашизма».

### Пересмотр определения
Пересмотр отношения к социал-демократам произошёл после установления нацистского режима в Германии в 1933 году (после чего репрессиям подверглись и коммунисты, и социал-демократы) и в Австрии в 1934. Стало очевидно, что отказ от сотрудничества с социал-демократами может привести только к усилению антикоммунистических сил. Начиная с середины 1930-х годов коммунисты и социал-демократы в условиях фашистской угрозы стали объединяться в составе народных фронтов; так произошло в 1936 году во Франции и в Испании, в 1937 году в Чили.
Одним из первых, кто в Коминтерне выступил против определения «социал-фашизма», был Георгий Димитров. Это произошло после того, как на XIII пленуме Исполкома Коминтерна (ИККИ) было официально утверждено определение фашизма: «открытая террористическая диктатура наиболее реакционных, наиболее шовинистических и наиболее империалистических элементов финансового капитала» (в этом определении опускалась мелкобуржуазная база фашизма, о которой говорилось ранее). Димитров почти дословно повторил определение на VII конгрессе Коминтерна, после чего выступил с идеей создания единого рабочего фронта коммунистов и социал-демократов без предварительного признания гегемонии компартий. Секретарь ИККИ, возглавлявший делегацию ВКП(б) Д. З. Мануильский признал, что лозунг пролетарской революции не отвечал реалиям, сложившимся в большинстве европейских стран. Сталин выражал сомнения в идее единого фронта, однако в итоге поддержал.